# Clarendon Weir
Clarendon Weir är en dammbyggnad i Australien. Den ligger i kommunen Onkaparinga och delstaten South Australia, omkring 21 kilometer söder om delstatshuvudstaden Adelaide. Clarendon Weir ligger 171 meter över havet.
Runt Clarendon Weir är det ganska tätbefolkat, med 222 invånare per kvadratkilometer.. Närmaste större samhälle är Morphett Vale, omkring 11 kilometer väster om Clarendon Weir. 
Trakten runt Clarendon Weir består till största delen av jordbruksmark. Genomsnittlig årsnederbörd är 729 millimeter. Den regnigaste månaden är juni, med i genomsnitt 133 mm nederbörd, och den torraste är december, med 21 mm nederbörd.